# Фолькстеатр

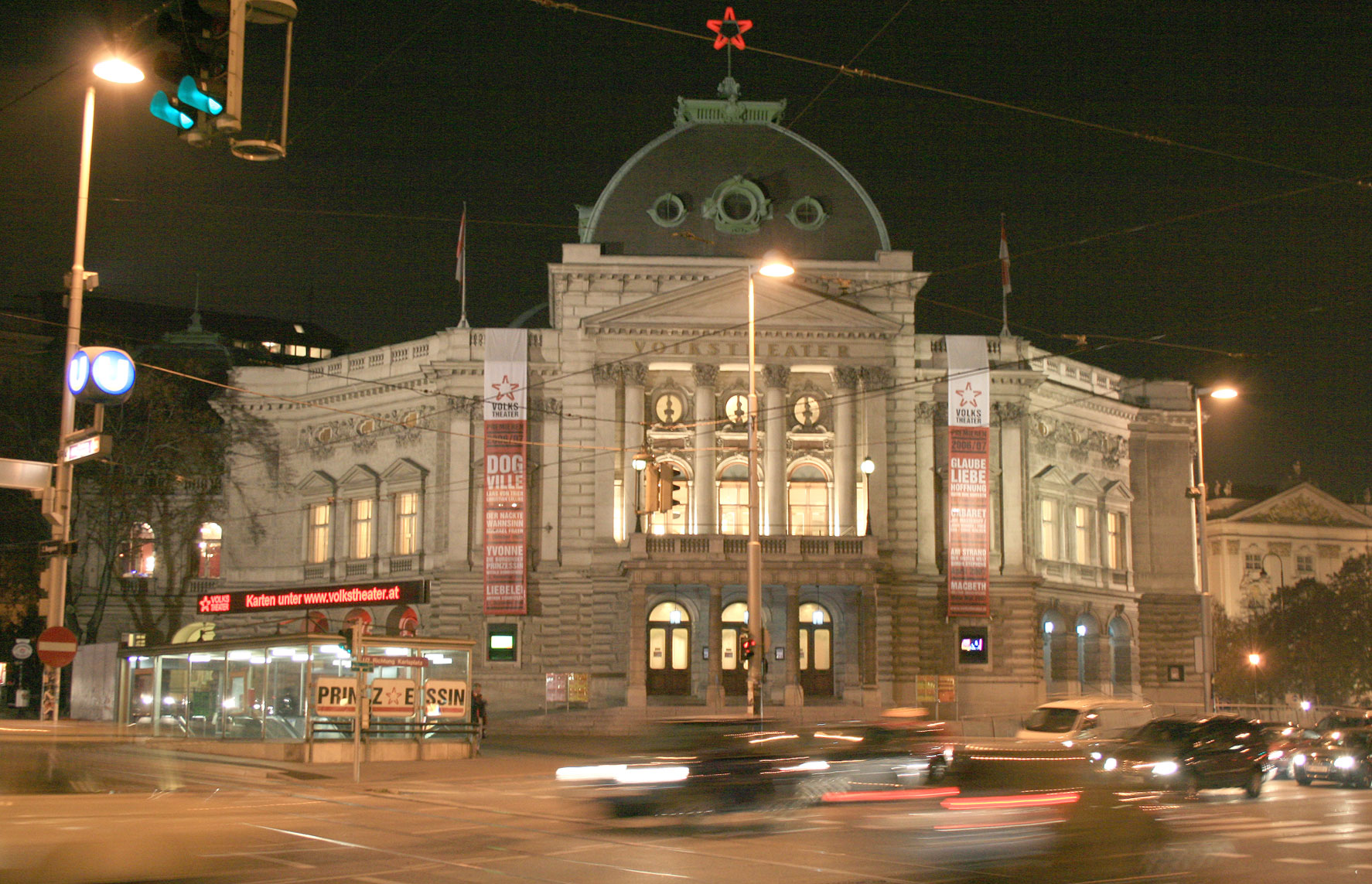
Фолькстеатр ночью

Фолькстеатр (нем. Volkstheater, букв. «народный театр») основан в 1889 году по просьбе жителей Вены, в том числе драматурга Людвига Анценгрубера и мебельщика Михаэля Тонета как популярный противовес Бургтеатру. Расположен в Нойбау, седьмом районе города.
Театр был основан с целью популяризации классических и современных пьес среди широких слоёв горожан. В репертуар входят как классические произведения, так и более современные работы, с особым упором на работы австрийских авторов, в том числе Фердинанда Раймунда и Иоганна Нестроя.
В 2005 году Фолькстеатр открыл сцену-филиал под названием «Фолькстеатр Хундстурм» (Volkstheater Hundsturm) в Маргаретене, пятом районе Вены. Она используется для постановки произведений экспериментального театра.